# Callicostella hondurensis
Callicostella hondurensis är en bladmossart som beskrevs av H. Crum 1952. Callicostella hondurensis ingår i släktet Callicostella och familjen Hookeriaceae. Inga underarter finns listade i Catalogue of Life.